# Меркантиле
«Меркантиле» (норв. «Mercantile Ski- and Football Club») — норвежская спортивная команда из Осло, специализирующаяся в настоящее время только на футболе. В период до Первой мировой войны Меркантиле был одним из ведущих футбольных клубов Норвегии и смог выиграть Кубок Норвегии по футболу в 1907 и 1912 годах.
Первый международный матч Норвегия провела в 1908 году, девять игроков сборной были из клуба «Меркантиле». После Второй мировой войны активность клуба периодически прерывалась, он несколько раз закрывался. В 2023 году Меркантиле играет в Седьмом дивизионе.

## История

### Доминирование
«Меркантиле» был основан 3 июня 1903 года Хансом Эндрерудой, Эйнаром Маартманном и Сверре Страндом. Они приняли решение создать клуб перед проведения первого школьного турнира по футболу в Кристиании, который должен был состояться в том же месяце. Оба основателя, Эндреруд и Маартманн, учились в коммерческой средней школе в Осло, а Странд только недавно окончил школу. Они выиграли этот турнир, и это вдохновило их на продолжение деятельности.
Меркантиле, благодаря своим успехам на национальном и городском уровне, стал доминирующим клубом в Кристиании. В период с 1906 по 1913 годы клуб выиграл первые восемь чемпионатов города, а также стал обладателем Кубка Норвегии в 1907 и 1912 годах. Когда в 1908 году состоялся первый международный матч Норвегии, девять игроков из клуба были включены в состав национальной сборной. Один из них, Минотти Бён, который забыл первый гол в истории национальной сборной Норвегии.
По инициативе игрока Матиаса Видероэ-Ааса, Меркантиле начал за строительство стадиона «Грессбанен» в Кристиании, первого в столице стадиона с натуральным газоном. Члены Меркантиле основали компанию «A/S Græsbanen» с начальным капиталом в размере 42 000 норвежских крон. Когда проекту понадобилось больше денег, каманда Рэди выступила в качестве совладельца. Стадион был открыт 1 сентября 1918 года и в течение следующих десяти лет стал постоянной ареной для сборной Норвегии.
В 1923 году «Меркантиле» стал чемпионом Осло в девятый и последний раз.

### Слияние и закрытие
В 1947 году произошло объединение «Меркантиле» с другим столичным клубом «Трюгг». Однако, как и «Меркантиле», «Трюгг» столкнулся с периодом упадка, так же оба клуба имели проблемы с персоналом и качеством подготовки. Новое объединение получило название «Меркантиле/Трюгг». В начале 1950-х годов результаты клуба стали ухудшаться, и в 1954 году футбольное отделение было закрыто. Однако, благодаря другим отделениям, клуб сумел оставаться членом Норвежского спортивного союза.

### Возрождение
В 1968 году группа друзей из района Эстеншё решила создать свой собственный футбольный клуб. Поскольку для присоединения к Норвежской футбольной ассоциации клубу необходимо было быть членом Норвежского спортивного союза в течение двух лет, группа решила вступить в «Меркантиле/Трюгг». Клуб сменил название и теперь называется просто «Меркантиле», медленно, но верно продвигался вверх по системе дивизионов, пока не достиг третьего дивизиона в 1989 году.

### Новая история
Через 90 лет после своего основания, клуб продолжал существовать во 2-м дивизионе, который являлся третьим уровнем лиги. В 1994 году клуб вылетел и провел один сезон в 3-м дивизионе, но в 1996 году сумел вернуться обратно. Однако уже в следующем году, в 1997, он снова столкнулся с понижением после проигрыша в плей-офф. Следующие два сезона, с 2003 по 2005 год, клуб провел во 2-м дивизионе. Осенью 2007 года на общем собрании клуба было принято решение продолжить заниматься футбольной деятельностью. Таким образом, Меркантиле стартовала с восьмого дивизиона и сейчас, в 2023 году, играет в седьмом дивизионе.

## Виды спорта
- Футбол: 1903—н. в.
- Лыжи: 1903—1975
- Хоккей с мячом: 1908—1952
- Хоккей с шайбой: 1952—1959
- Женский гандбол: 1938—1951, 1992—1996
- Мужской гандбол: 1945—1996

## Достижения
- Кубок Норвегии:
  - Чемпион (2): 1907[8], 1912[9]
  - Финалист (1):1913[10]
- Чемпионат Кристании:
  - Чемпион (9): 1906[11], 1907[12], 1908[13], 1909[14], 1910[15], 1911[16], 1912[17], 1913[18], 1923[7]
  - Второе место (3): 1914[19], 1916[20], 1918[21]
  - Третье место (1): 1915[22]

## Известные игроки
- Вильгельм Брекке
- Ханс Эндреруд
- Карл Фрёлих Ханссен
- Чарлз Херлофсон